# Marvel Super War
Marvel Super War est un jeu d'arène de combat en ligne (MOBA) multijoueur à la troisième personne en 3D gratuit de NetEase et Marvel Entertainment. Il est en version bêta à la fois sur Android et iOS et n'est disponible au téléchargement que dans certains pays. Le jeu est sorti en décembre 2019.
NetEase a publié un avis de suspension du jeu le 17 avril 2024, indiquant que le jeu fermerait officiellement tous les serveurs le 17 juin 2024.

## Gameplay
Marvel Super War est similaire aux autres jeux MOBA dans lesquels les joueurs peuvent choisir entre plusieurs modes de jeu. Il s'agit généralement de joueurs 5 contre 5 et les personnages se composent de 6 classes : combattant, énergie, tireur d'élite, assassin, char et support. Les joueurs peuvent aller en solo ou en groupe, et chaque joueur peut sélectionner 2 des 10 tactiques disponibles dans le jeu pour soutenir le personnage sélectionné.
Les joueurs peuvent également utiliser des cœurs de puissance, imprégnés de 3 cœurs de support dans lesquels chaque noyau principal se compose de 6 types de cœurs ; basé sur les 6 Infinity Stones. Chaque Power Core a des résultats différents pour chaque joueur en fonction de la classe.
Tout comme les autres MOBA, l'objectif principal du jeu est de détruire la base ennemie. La carte du jeu se situe à Wakanda. Entre la zone de chaque équipe, il y a 2 entités qui apparaîtront après une période de temps après le début du jeu : Avatar de Bast et Surtur. Les joueurs peuvent éliminer l'un ou les deux pour donner des avantages supplémentaires à leur équipe. Les joueurs peuvent également invoquer Surtur pour attaquer la base ennemie.
Il existe 4 modes différents dans le jeu. En mode Rang, les joueurs peuvent aller en solo ou en groupe en fonction du rang actuel des joueurs, classés par Stone Spirit, Superior Silver, Immortal Gold, Magnificent Platinum, Ibeatable Diamond, Invincible Hero, Legendary Master et Supreme Dominator. en Match & PvE, les matchs sont similaires au mode Rang, mais les joueurs peuvent inviter ceux de leur liste d'amis quel que soit leur rang. Le PvE est un mode joueur 5v5 vs Bot / AI, qui se décline en difficultés Facile, Normal et Difficile. Free-for-All est similaire au mode match, la différence étant que la carte est linéaire ; les joueurs ne peuvent pas soigner à la base et ne peuvent pas améliorer les objets à moins que le joueur ne meure. Enfin, dans Battle for Vibranium, les joueurs doivent collecter du Vibranium, qui est stocké dans 3 cœurs différents, et le mettre dans la bonne boîte. Les joueurs peuvent collecter du Vibranium en l'obtenant via son noyau respectif, ou le voler à l'équipe adverse en éliminant un adversaire. La première équipe qui peut collecter 1000 Vibranium est la gagnante.